# Craig (serie animata)
Craig (Craig of the Creek) è una serie animata statunitense del 2018, creata da Matt Burnett e Ben Levin.
La serie racconta le avventure di tre bambini, Craig Williams, Kelsey Pokoly e "J.P." Mercer, in un bosco nei paraggi del Ruscello. L'episodio pilota di Craig è stato pubblicato sull'app ufficiale di Cartoon Network il 1º dicembre 2017, mentre la serie viene pubblicata sull'app ufficialmente dal 19 febbraio 2018.
La serie viene trasmessa negli Stati Uniti su Cartoon Network dal 30 marzo 2018 al 25 gennaio 2025. In Italia è stata trasmessa in prima visione su Cartoon Network dal 24 settembre 2018 all'8 novembre 2024.

## Trama
Nella città immaginaria di Herkelton, nel Maryland, precisamente nella periferia di Baltimora-Washington, un ragazzo di nome Craig Williams e i suoi due amici Kelsey Pokoly e John Paul "J.P." Mercer vivono delle avventure nei pressi del Ruscello, descritto come un paradiso per ogni bambino del posto. Lì si trovano ragazzini avventurosi e grandi amici, distribuiti in gruppi e tribù nei più svariati luoghi (esempi sono il gruppo della Regina delle fogne, le ragazze cavallo, i 10 manubri e via così). Il ruscello nasconde però molti segreti, quali un'antica guerra di ruba bandiera che decimò i primi ragazzi del Ruscello e una sponda del tutto diversa da quella di Craig e i suoi amici.

## Episodi
| Stagione         | Episodi | Prima TV USA | Prima TV Italia |
| ---------------- | ------- | ------------ | --------------- |
| Episodio pilota  | 1       | 2017         | inedito         |
| Prima stagione   | 40      | 2018-2019    | 2018-2019       |
| Seconda stagione | 40      | 2019-2020    | 2019-2020       |
| Terza stagione   | 40      | 2020-2021    | 2021            |
| Quarta stagione  | 40      | 2021-2023    | 2022-2023       |
| Quinta stagione  | 8       | 2023-2025    | 2023-2024       |
| Sesta stagione   | 10      | 2024         | 2024            |

### Corti
Nel 2019 sono stati prodotti dei corti della serie.

## Personaggi principali
- Craig Williams (stagioni 1-6), voce originale di Philip Solomon, italiana di Stefano Broccoletti. Il protagonista, un bambino afro-americano di dieci anni socievole, simpatico, altruista e ottimista, che, in quasi ogni episodio gioca al ruscello con i suoi amici, Kelsey e JP. È un leader di natura, e oltre la sua indole socievole vuole sempre aiutare gli altri. Fa anche da cartografo, infatti gli altri ragazzi del ruscello, per mappare qualcosa tendono nel chiedere sempre a lui.

- Kelsey Pokoly (stagioni 1-6), voce originale di Georgie Kidder (ep. pilota, ep. 1-3) e Noël Wells, italiana di Chiara Oliviero (ep.1×01-4x20) e Laura Amadei (ep.4x21+). Bambina di 9 anni amica di Craig e JP, è avventurosa e curiosa, ma a volte drammatica. Indossa sempre un mantello e sulla sua testa, appoiallato, c'è sempre Mortimor: il suo pappagallo. È stata cresciuta da suo padre vedovo.

- John Paul "J.P." Mercer (stagioni 1-6), voce originale di H. Micheal Croner, italiana di Alex Polidori. Bambino di 11 anni amico di Craig e Kelsey, anche se non intelligente e abbastanza sciocco, è socievole ed amichevole con tutti. Nella versione originale ha un accento meridionale. Nel episodio Il gioco del Ce l'hai (1×02) si scopre che il soprannome "JP" deriva dal suo vero nome "John Paul".

## Produzione
Craig è stato annunciato ufficialmente per il via libera il 30 marzo 2017 insieme ad altre serie animate come Apple & Onion e Summer Camp Island - Il campeggio fantastico. Il co-creatore Matt Burnett ha confermato poi su Twitter che la produzione era cominciata in quel periodo.
Nell'agosto 2021, lo sceneggiatore e doppiatore Jeff Trammell ha dichiarato a Insider che la sala di scrittura della serie ospita oltre 40 persone "tutte con passati ed esperienze diverse, che sono disposte a condividere quelle esperienze".
Il 15 luglio 2019 Craig è stato rinnovato per una terza stagione che viene trasmessa dal 21 giugno 2020. Il 17 febbraio 2021 la serie è stata rinnovata per una quarta stagione. Lo stesso giorno è stata annunciata la produzione di uno spin-off intitolato Il mondo secondo Jessica (Jessica's Big Little World) basato su Jessica, la sorellina di Craig, che andrà in onda sul blocco televisivo Cartoonito di Cartoon Network.
Nel 2022 una quinta stagione è stata confermata e anche un film sulle origini intitolato Craig of the Creek: The Movie.

## Distribuzione

### Trasmissione internazionale
- 30 marzo 2018 negli Stati Uniti d'America su Cartoon Network;
- 19 aprile 2018 in America Latina su Cartoon Network;[10]
- 20 aprile 2018 in Brasile su Cartoon Network;[11]
- 3 maggio 2018 in Canada su Teletoon;
- 3 agosto 2018 in Australia su Cartoon Network;[12]
- 25 agosto 2018 nel Sud-est asiatico su Cartoon Network;
- 24 settembre 2018 in Italia su Cartoon Network;[2]
- 1º ottobre 2018 nel Regno Unito su Cartoon Network;[13]
- 15 ottobre 2018 in Germania su Cartoon Network;[14]
- 15 ottobre 2018 nei Paesi Bassi e nelle Fiandre su Cartoon Network;
- 15 ottobre 2018 in Repubblica Ceca, Russia, Ungheria, Bulgaria e Romania su Cartoon Network;[15][16]
- 15 ottobre 2018 in Polonia su Cartoon Network;[17]
- 5 novembre 2018 in Francia su Cartoon Network;[18]
- 10 novembre 2018 in Spagna su Boing;
- 10 novembre 2018 in Portogallo su Cartoon Network;
- 25 novembre 2018 in Giappone su Cartoon Network;
- 1º dicembre 2018 in Corea del Sud su Cartoon Network;
- 7 gennaio 2019 in Turchia su Cartoon Network;
- 9 luglio 2021 in Serbia su HBO GO.

## Accoglienza
Dopo gli insuccessi di Mighty Magiswords e Unikitty!, la critica accolse positivamente Craig, elogiandone il clima innocente e spensierato, ma anche la capacità di trattare argomenti seri quali la perdita di un caro (come nell'episodio Il girasole). Vennero accolti bene anche i vari personaggi, tutti ben caratterizzati. Su Rotten Tomatoes la prima stagione detiene il 100% di approvazione, basata su sei recensioni professionali con una valutazione media di 9/10. Emily Ashby di Common Sense Media ha descritto la serie come "attraente" con i suoi "messaggi affermativi". Ha anche sostenuto che la serie aveva temi ricorrenti di "creatività, gioia, avventura, individualità e scoperta di sé".